# Amédée-Alexandre-Gabriel-Henri Thierry
Amédée-Alexandre-Gabriel-Henri Thierry, francoski general, * 14. julij 1876, † 24. maj 1964.